# Ophthalmitis lectularia
Ophthalmitis lectularia là một loài bướm đêm trong họ Geometridae.